# Idiarthron hamuliferum
Idiarthron hamuliferum är en insektsart som beskrevs av Max Beier 1960. Idiarthron hamuliferum ingår i släktet Idiarthron och familjen vårtbitare. Inga underarter finns listade i Catalogue of Life.